# Hideo Shinojima
Hideo Shinojima (Prefectura de Tochigi, Japó, 21 de gener de 1910 - 11 de gener de 1975), és un exfutbolista japonès.

## Selecció japonesa
Hideo Shinojima va disputar 2 partits amb la selecció japonesa.